# 地質ニュース
地質ニュース（ちしつニュース）は、1953年3月に創刊された、一般向け地球科学分野の科学学術雑誌であり、地球科学全般にわたる幅広いテーマを取り上げていた月刊誌である。記事は、主に産業技術総合研究所地質調査総合センター所属のスタッフによって執筆され、地質調査総合センター内の地質ニュース編集委員会により編集されていた。そのため、特集は地質調査総合センターのプロジェクトやイベントが取り扱われることが多かった。一方、一般読者も原稿を投稿することができた。刊行は実業公報社であった。
2011年3月号で廃刊。